# Seznam glasbenih del Karola Szymanovskega
| Kronološki seznam vseh dokončanih kompozicij Karola Szymanowskega | Kronološki seznam vseh dokončanih kompozicij Karola Szymanowskega | Kronološki seznam vseh dokončanih kompozicij Karola Szymanowskega | Kronološki seznam vseh dokončanih kompozicij Karola Szymanowskega | Kronološki seznam vseh dokončanih kompozicij Karola Szymanowskega | Kronološki seznam vseh dokončanih kompozicij Karola Szymanowskega |
| Pos.*                                                             | Opus št.                                                          | naslov                                                            | Trajanje/Info                                                     | Žanr                                                              | Leto nastanka                                                     |
| ----------------------------------------------------------------- | ----------------------------------------------------------------- | ----------------------------------------------------------------- | ----------------------------------------------------------------- | ----------------------------------------------------------------- | ----------------------------------------------------------------- |
| 1                                                                 | op.1                                                              | 9 preludijev za klavir                                            | 15'                                                               | klavir                                                            | 1899/1900                                                         |
| 2                                                                 | op.2                                                              | 6 pesmi za glas in klavir                                         | besedilo: Kazimierz Tetmajer; 15'                                 | pesmi                                                             | 1900-1902                                                         |
| 3                                                                 | op.4                                                              | 4 etude za klavir                                                 | 15'                                                               | klavir                                                            | 1900-1902                                                         |
| 4                                                                 | op.5                                                              | 3 Kasprowicz fragmenti za vokal in klavir                         | orkesterska verzija: G. Fitelberg; 25'                            | pesmi                                                             | 1902                                                              |
| 5                                                                 | op.3                                                              | Variacije v B molu za klavir                                      | 12 var.; 10'                                                      | klavir                                                            | 1901-1903                                                         |
| izgubljeno                                                        | op.6                                                              | Salome; neizdano; ms. izgubljeno!                                 | besedilo: J. Kasprowicz                                           | pesem (orkestr.)                                                  | 1904/1912                                                         |
| 6                                                                 | op.7                                                              | Labod za glas in klavir                                           | besedilo: Wacław Berent; 5'                                       | pesem                                                             | 1904                                                              |
| 7                                                                 | op.8                                                              | Klavirska sonata št. 1 v C molu                                   | štirje stavki; 30'                                                | klavir                                                            | 1903/1904                                                         |
| 8                                                                 | op.9                                                              | Sonata v d molu za violino in Klavir                              | 3 stavki; 20'                                                     | komorna                                                           | 1904                                                              |
| 9                                                                 | op.10                                                             | Variacije v B molu za klavir                                      | na poljsko temo; 15'                                              | klavir                                                            | 1900-1904                                                         |
| 10                                                                | op.11                                                             | 4 Pesmi za glas in klavir                                         | besedilo: Tadeusz Miciński; 15'                                   | pesmi                                                             | 1904/1905                                                         |
| 11                                                                | op.12                                                             | Koncertna uvertura E dur                                          | 15'                                                               | orkestr.                                                          | 1903-1905                                                         |
| 12                                                                | op.14                                                             | Fantazija v C duru za klavir                                      | en stavek;10'                                                     | klavir                                                            | 1905                                                              |
| 13                                                                | op.13                                                             | Pet pesmi za glas in klavir                                       | besedilo: nemški pesniki; 15'                                     | pesmi                                                             | 1905-1907                                                         |
| 14                                                                | op.15                                                             | Simfonija št.1 v F molu; neizdano                                 | umaknjeno delo; morda je prvi stavek izgubljen; 25'               | orkestr.                                                          | 1906/1907                                                         |
| izgubljeno                                                        | op.16                                                             | Trio za klavir, violino in čelo                                   | izgubljeno; ?'                                                    | komorno delo                                                      | 1907                                                              |
| 15                                                                | op.17                                                             | 12 pesmi za glas in klavir                                        | besedilo: nemški pesniki; 30'                                     | pesmi                                                             | 1907                                                              |
| 16                                                                | op.18                                                             | Penthesilea za glas in orkester                                   | besedilo: Stanislaw Wyspianski; 7'                                | pesem (orkestr.)                                                  | 1908-1912                                                         |
| 17                                                                | ---                                                               | Preludij in fuga v cis molu za klavir                             | izdano v CE*; 7'                                                  | klavir                                                            | 1905/1909                                                         |
| 18                                                                | op.20                                                             | 6 Pesmi za glas in klavir                                         | besedilo: Tadeusz Miciński; 15'                                   | pesmi                                                             | 1909                                                              |
| 19                                                                | ---                                                               | Lottery f. Husbands or Fiancé št. 69;3 dejanja;                   | vokalni part faksimile, izdano CE; ?'                             | opereta                                                           | 1908/1909                                                         |
| 20                                                                | op.22                                                             | Barvne pesmi za glas in klavir                                    | besedilo: nemški pesniki; 15'                                     | pesmi                                                             | 1910                                                              |
| 21                                                                | op.23                                                             | Romanca v D duru za violino in klavir                             | 6'                                                                | komorna                                                           | 1910                                                              |
| 22                                                                | op.19                                                             | Simfonija št. 2 v B duru                                          | 3 stavki; 40'                                                     | orkestr.                                                          | 1909/1910                                                         |
| 23                                                                | op.21                                                             | Klavirska sonata št. 2 v A duru, Op. 21                           | 3 stavki; 35'                                                     | klavir                                                            | 1910/1911                                                         |
| 24                                                                | op.24                                                             | Hafisove ljubezenske pesmi za glas in klavir                      | 6 pesmi; 20'                                                      | pesmi                                                             | 1911                                                              |
| 25                                                                | op.25                                                             | Hagith; opera v enem dejanju                                      | libreto: Felix Dörrmann; 65'                                      | opera                                                             | 1912/1913                                                         |
| 26                                                                | op.26                                                             | hafisove ljubezenske pesmi za glas in orkester                    | 8 pesmi (tri iz op.24); 25'                                       | pesmi (orch)                                                      | 1914                                                              |
| 27                                                                | op.30                                                             | Miti za violino in klavir                                         | trije poemi; 25'                                                  | komorna                                                           | 1915                                                              |
| 28                                                                | op.28                                                             | Nocturno in tarantella za violino & klavir                        | orkesterska verzija: Fitelberg; 12'                               | komorna                                                           | 1915                                                              |
| 29                                                                | op.29                                                             | Metopes za klavir                                                 | 3 poemi; 20'                                                      | klavir                                                            | 1915                                                              |
| 30                                                                | op.31                                                             | Pesmi o pravljični princeski vokal & klavir                       | 6 pesmi; 3 orkestracija: Szy. 1933; 15';                          | pesmi                                                             | 1915                                                              |
| 31                                                                | op.32                                                             | 3 pesmi za glas in klavir                                         | besedilo: Dymitr Dywadow; 10'                                     | pesmi                                                             | 1915                                                              |
| 32                                                                | op.33                                                             | 12 etudes za klavir                                               | 12'                                                               | klavir                                                            | 1916                                                              |
| 33                                                                | op.34                                                             | Masques za klavir                                                 | 3 skladbe; 20'                                                    | klavir                                                            | 1915/1916                                                         |
| 34                                                                | op.27                                                             | Simfonija št. 3, Pesem noči                                       | veliki orkester in zbor; 25'                                      | orkestr.                                                          | 1914-1916                                                         |
| 35                                                                | op.35                                                             | Violinski koncert št.1                                            | orchester; 1 stavek; 25'                                          | orkestr.                                                          | 1916                                                              |
| 36                                                                | op.36                                                             | Klavirska sonata št. 3                                            | 3 stavki, attacca; 20'                                            | klavir                                                            | 1917                                                              |
| 37                                                                | op.37                                                             | Demeter za glas, zbor in orkester                                 | 10'                                                               | kantata                                                           | 1917                                                              |
| skica                                                             | op.38                                                             | Agawe za glas, zbor in orkester                                   | partičel izgubljen, neizvedeno delo                               | kantata                                                           | 1917                                                              |
| 38                                                                | op.37bis                                                          | Godalni kvartet št.1 v C duru                                     | 3 stavki; 20'                                                     | komorna                                                           | 1917                                                              |
| 39                                                                | op.40                                                             | 3 Paganinijevi capricii za violino & klavir                       | 10'                                                               | komorna                                                           | 1918                                                              |
| 40                                                                | op.41                                                             | 4 Pesmi za glas in klavir                                         | besedilo: Rabindranath Tagore; 10'                                | pesmi                                                             | 1918                                                              |
| 41                                                                | op.42                                                             | Pesmi Muezina vokal & klavir                                      | 6 pesmi; 4 pesmi orkestracija: Sz. 1935; 15'                      | pesmi                                                             | 1918                                                              |
| 42                                                                | op.43                                                             | Mandragora pantomima v treh delih                                 | za orkester, manjši tenorski solo; 25'                            | balet                                                             | 1920                                                              |
| izgubljeno                                                        | ---                                                               | Obredna koračnica za orkester                                     | klavir arr.(?)                                                    | orkester                                                          | 1925                                                              |
| izgubljeno                                                        | op.44                                                             | 2 baskovske pesmi za glas in klavir                               | neizdano; izgubljeno                                              | pesmi                                                             | 1920                                                              |
| 43                                                                | ---                                                               | 3 vojaške pesmi za glas in klavir                                 | izdano in CE; 10'                                                 | pesmi                                                             | 1920                                                              |
| 44                                                                | op.46bis                                                          | Słopiewnie; besedilo: Julian Tuwim                                | 5 pesmi; orkestr.: Sz., 1928; 10'                                 | pesmi                                                             | 1921                                                              |
| 45                                                                | op.48                                                             | 3 uspavanke za glas in klavir                                     | besedilo: J. Iwaszkiewicz10'                                      | pesmi                                                             | 1922                                                              |
| 46                                                                | op.49                                                             | otroške rime (20) za glas in klavir                               | besedilo: K. Iłłakowiczówna; 25'                                  | pesmi                                                             | 1922/1923                                                         |
| 47                                                                | op.46                                                             | Kralj Roger, opera v treh dejanjih                                | libreto: Iwaszkiewicz in Sz.; 90'                                 | opera                                                             | 1918-1924                                                         |
| 48                                                                | op.50                                                             | 20 mazurk za klavir                                               | 40'                                                               | klavir                                                            | 1924/1925                                                         |
| 49                                                                | op.51                                                             | Princ Potemkin za zbor in mali orkester.                          | po 5 dejanju drame Micińskega; 10'                                | orkester.; odrsko delo                                            | 1925                                                              |
| 50                                                                | op.52                                                             | La Berceuse d'Aitacho Enia za violino & klavir                    | majhna uspavanka; 5'                                              | komorna                                                           | 1925/1926                                                         |
| 51                                                                | ---                                                               | Romantični valček za klavir                                       | Izdano CE; 5'                                                     | klavir                                                            | 1925                                                              |
| 52                                                                | op.53                                                             | Stabat Mater                                                      | za solo glasove, zbor in orkester; 30'                            | kantata                                                           | 1925/1926                                                         |
| 53                                                                | ---                                                               | 9 poljskih pesmi za glas in klavir                                | izdano CE; aranžmaji; 15'                                         | pesmi                                                             | 1925/1926                                                         |
| 54                                                                | ---                                                               | 4 poljski plesi za klavir                                         | izdano CE; 10'                                                    | klavir                                                            | 1926                                                              |
| 55                                                                | op.54                                                             | 7 Joyceovih pesmi za vokal in klavir                              | št. 5-7 dokončal A. Neuer; 20'                                    | pesmi                                                             | 1926                                                              |
| 56                                                                | op.56                                                             | Godalni kvartet št.2                                              | 15'                                                               | komorna                                                           | 1927                                                              |
| 57                                                                | ---                                                               | Vocalise-etude za glas in klavir                                  | publ. CE; 5'                                                      | pesem                                                             | 1928                                                              |
| 58                                                                | ---                                                               | 6 pesmi - Kurpie za zbor a capella                                | Sz. samo a capella kompozicija; 15'                               | choir                                                             | 1928/1929                                                         |
| 59                                                                | op.57                                                             | Veni Creator za sopran, zbor in orkester                          | besedilo: S. Wyspianski; 10'                                      | kantata                                                           | 1930                                                              |
| 60                                                                | op.55                                                             | Harnasie, balet v dveh slikah                                     | za tenor, zbor in orkester; 40'                                   | orkestr.; balet                                                   | 1923-1931                                                         |
| 61                                                                | op.58                                                             | 12 pesmi - Kurpie za vokal & klavir                               | na ljudska besedila; 20'                                          | pesmi                                                             | 1930-1932                                                         |
| 62                                                                | op.60                                                             | Simfonija št.4 (Symphonia Concertante)                            | podobno klavirskemu koncertu; 25'                                 | orkestr.                                                          | 1932                                                              |
| 63                                                                | op.61                                                             | Violinski koncert št. 2                                           | v enem stavku; 20'                                                | orkester                                                          | 1932/1933                                                         |
| 64                                                                | op.59                                                             | Litanija Devici Mariji                                            | 2 pesmi za sopran, zbor in orkester; 10'                          | kantata                                                           | 1930-1933                                                         |
| 65                                                                | op.62                                                             | 2 mazurki za klavir                                               | 5'                                                                | klavir                                                            | 1933/1934                                                         |